# فريدريك لوي
فريدريك هنري ليوي (بالألمانية: Friedrich H. Lewy)‏ (ولد في 28 يناير 1885 - 5 أكتوبر 1950)، هو عالم أعصاب يهودي أمريكي ذو أصل ألماني، ويرجع له الفضل في اكتشاف جسيمات ليوي التي تعتبر سمة مؤشرة لمرض الباركنسون وداء جسيمات ليوي.
وقد ولد ليوي في برلين الألمانية في 28 يناير 1885. وخاض عدة تدريبات في زيورخ ومسقط رأسه برلين، حيث تخرج من هذه الأخيرة في 1910. ثم اشتغل ليوي مع ألويس ألزهايمر في المختبرات المعاصرة بميونخ، كما سبق له أن عمل مع كل من هانس غيرهارد كروتزفيلد (1885-1964)، ألفونس ماريا جاكوب (1884-1931) وإغو سيرليتي (1877-1963). وقد فر من ألمانيا النازية بعد اندلاع الحرب العالمية الثانية، وانتقل إلى الولايات المتحدة حيث توفي في هافرفورد، بنسلفانيا في 5 أكتوبر 1950، عن عمر يناهز 65 عاما.